# Haplomitriales
Las Haplomitriales (o Calobryales) forman un orden de la clase Haplomitriopsida, considerada la más primitiva, que posee una sola familia, las Haplomitriaceae con tres especies reconocidas. 
Se trata de hepáticas foliosas, con un pequeño cauloide desde donde surgen los filoides en tres filas. Dichos filoides pueden contener más de una capa de células en la base.